# Sommet de la Ligue arabe de 2016
 (mai 2020).
Si vous disposez d'ouvrages ou d'articles de référence ou si vous connaissez des sites web de qualité traitant du thème abordé ici, merci de compléter l'article en donnant les références utiles à sa vérifiabilité et en les liant à la section « Notes et références ».

Drapeau de la Ligue arabe

Le 27esommet de la Ligue arabe également appelé sommet de l'espoir s'est tenu entre le 25 et le 29 mars 2016 à Nouakchott en Mauritanie, sous l'égide du secrétaire général de l'organisation Ahmed Aboul Gheit.

## Pays présents

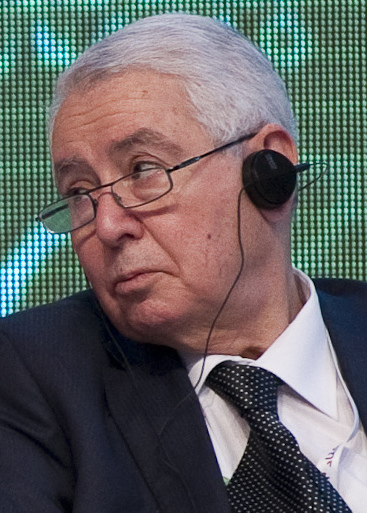
Algérie Abdelkader Bensalah, président de la chambre haute
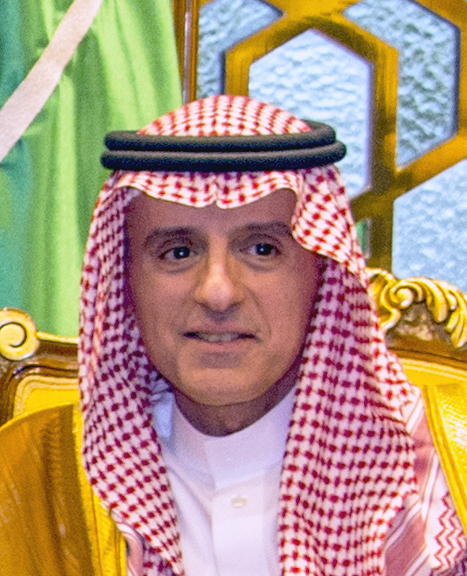
Arabie saoudite Adel al-Joubeir, ministre des Affaires étrangères
Bahreïn Mohamed Ben Moubarak Al Khalifa, représentant du Premier ministre
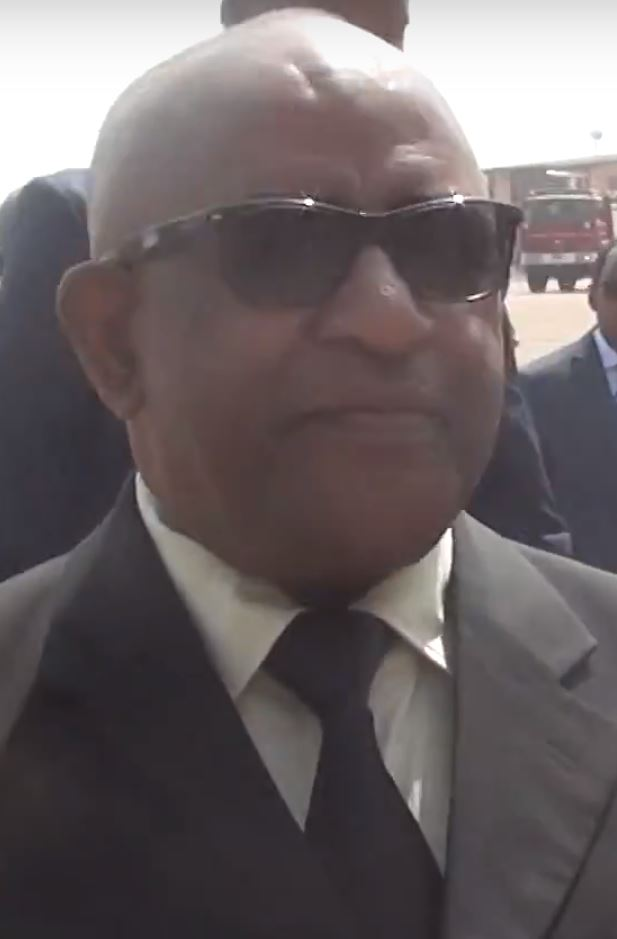
Comores Azali Assoumani, président
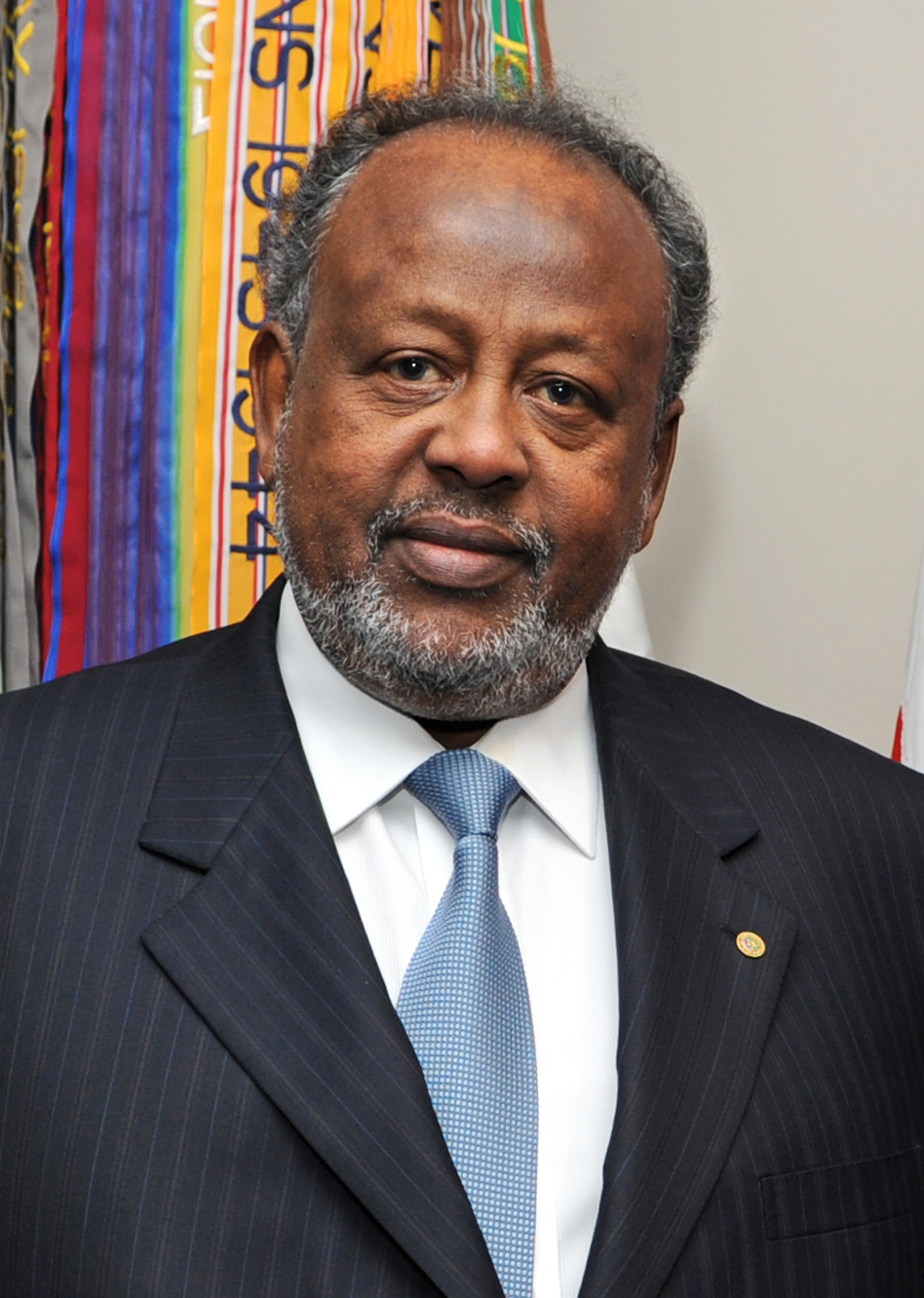
Djibouti Ismaïl Omar Guelleh, président
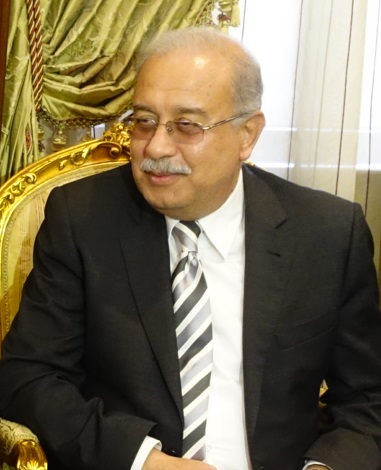
Égypte Chérif Ismaïl, premier ministre
Émirats arabes unis Hamad ben Muhammad Al-Charqi, émir de Fujaïrah
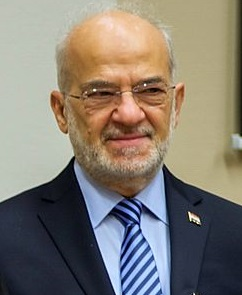
Irak Ibrahim al-Jaafari, ministre des Affaires étrangères
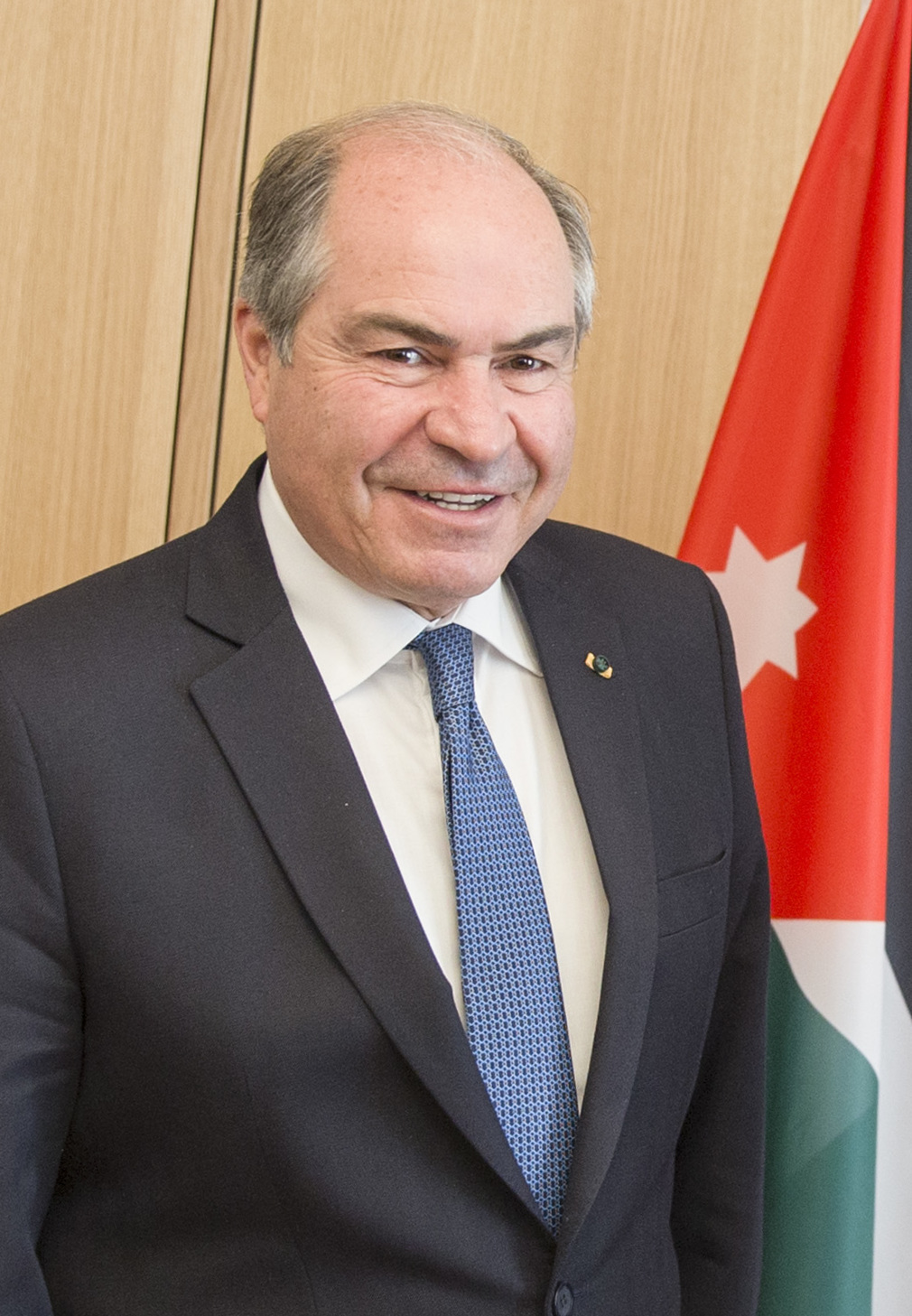
Jordanie Hani Moulki, premier ministre
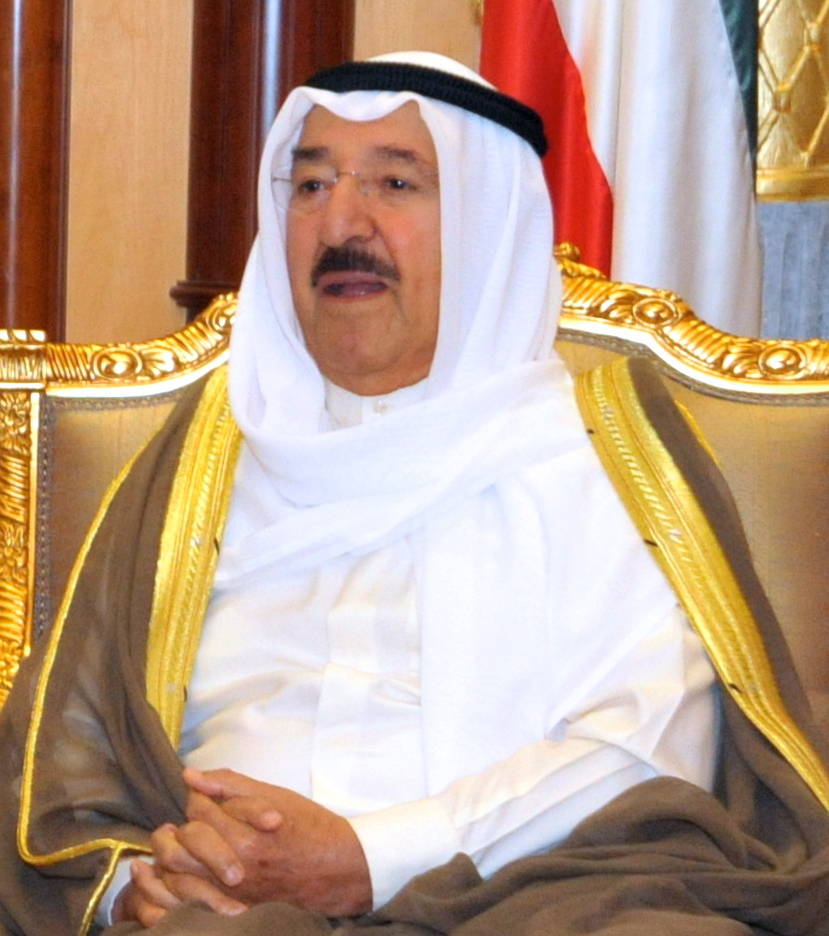
Koweït Sabah al-Ahmad al-Jabir al-Sabah, émir
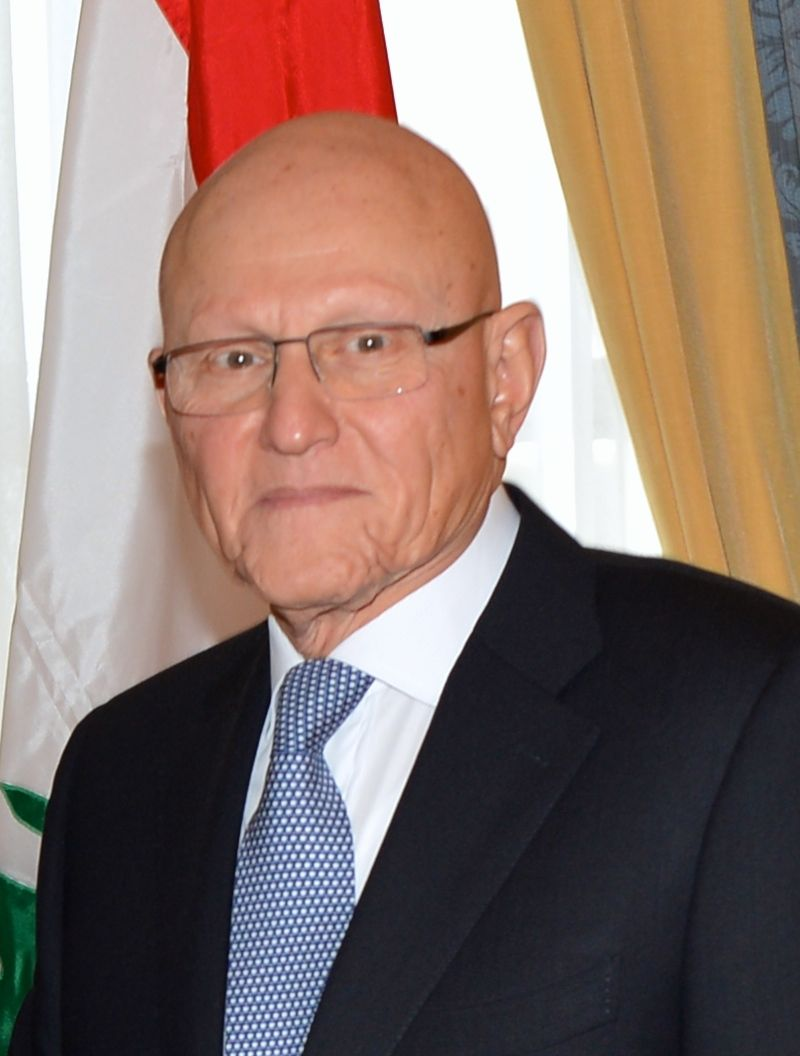
Liban Tammam Salam, premier ministre
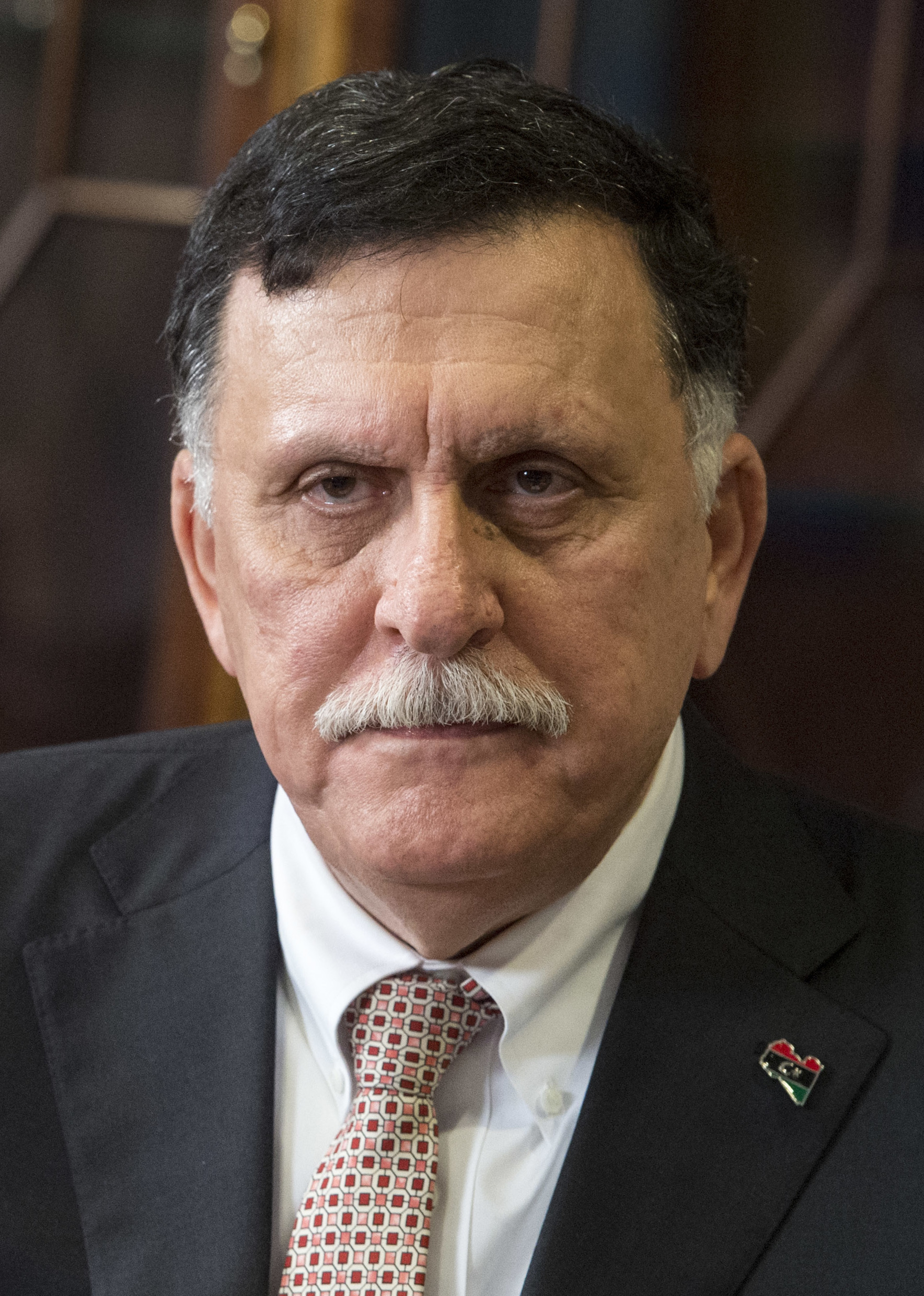
Libye Fayez el-Sarraj, président
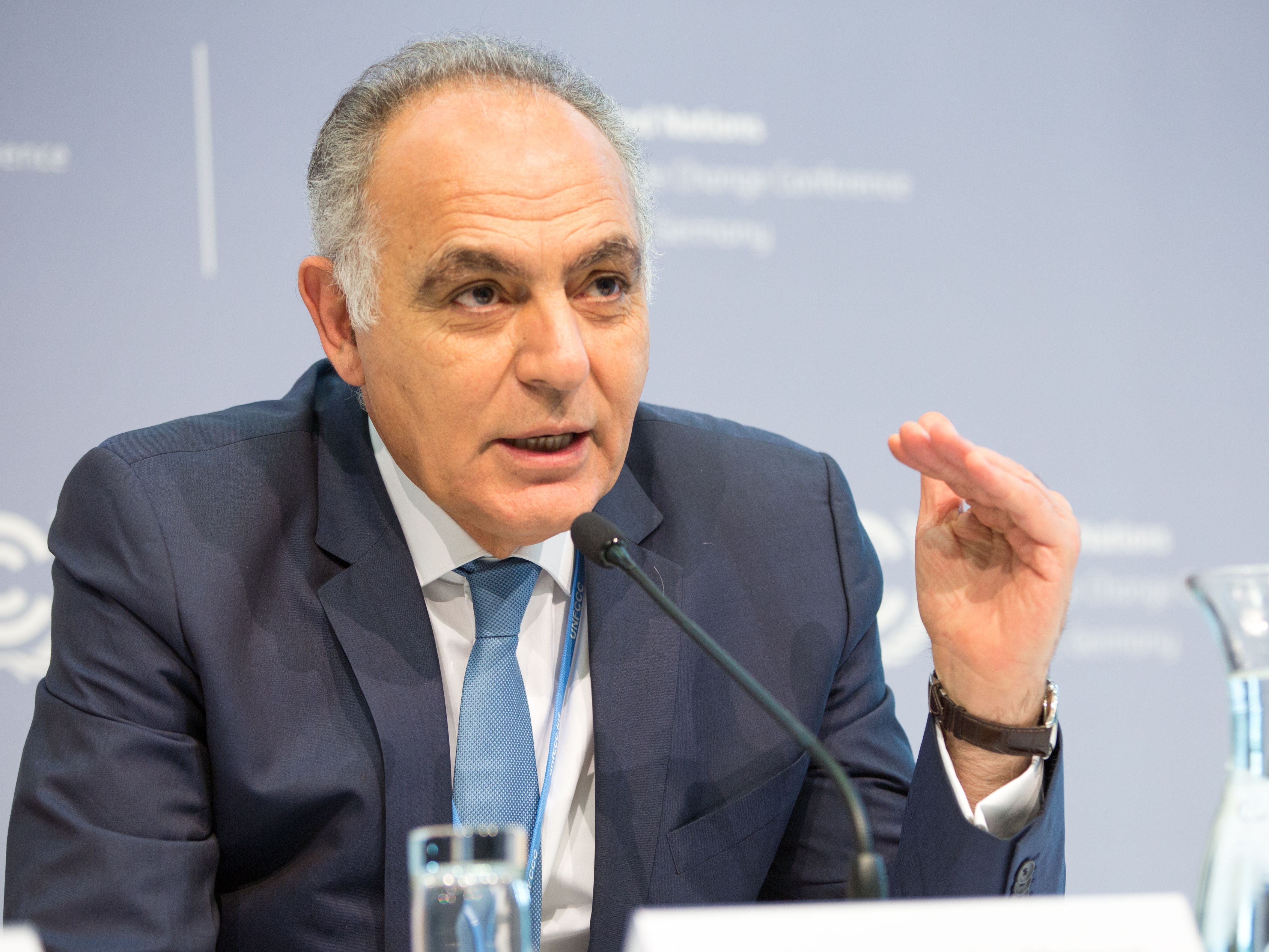
Maroc Salaheddine Mezouar, ministre des affaires étrangères
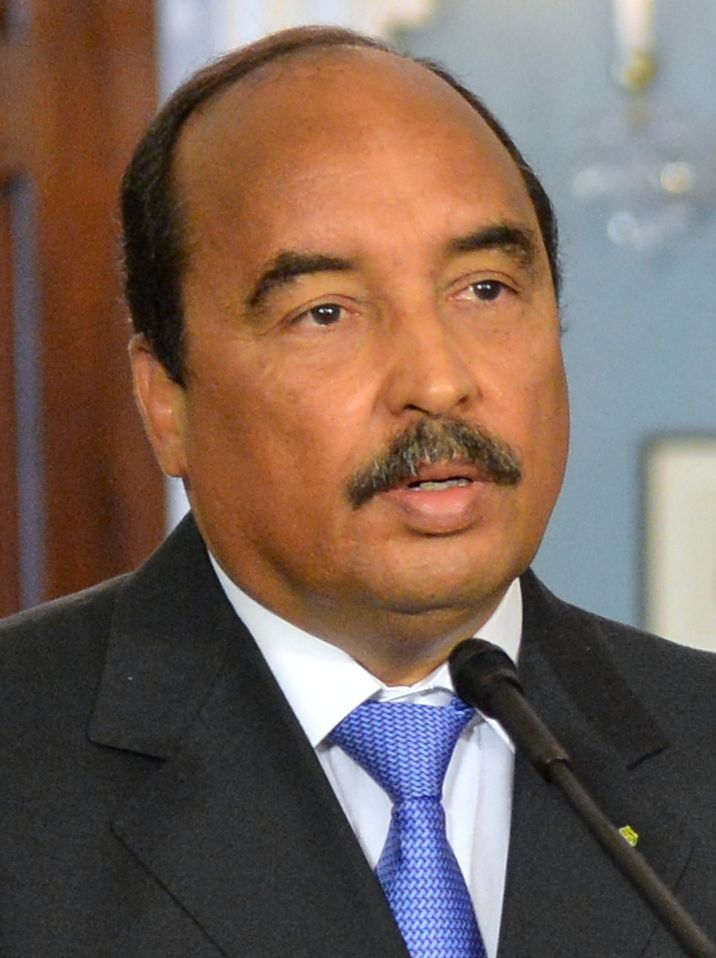
Mauritanie Mohamed Ould Abdel Aziz, président (hôte)
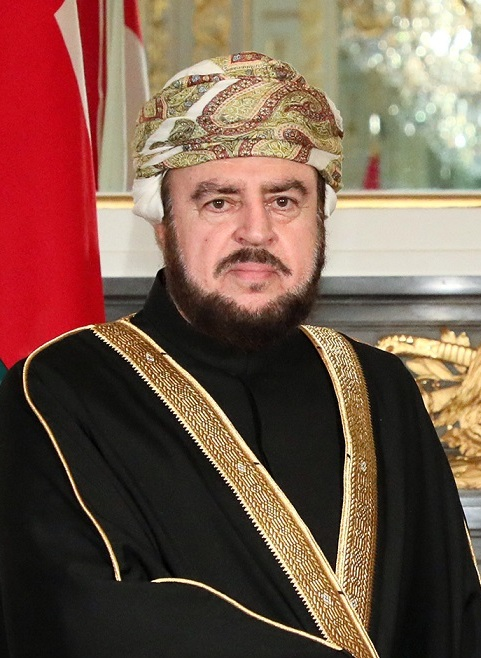
Oman Asa'ad bin Tariq bin Taimur al Said, représentant personnel du sultan
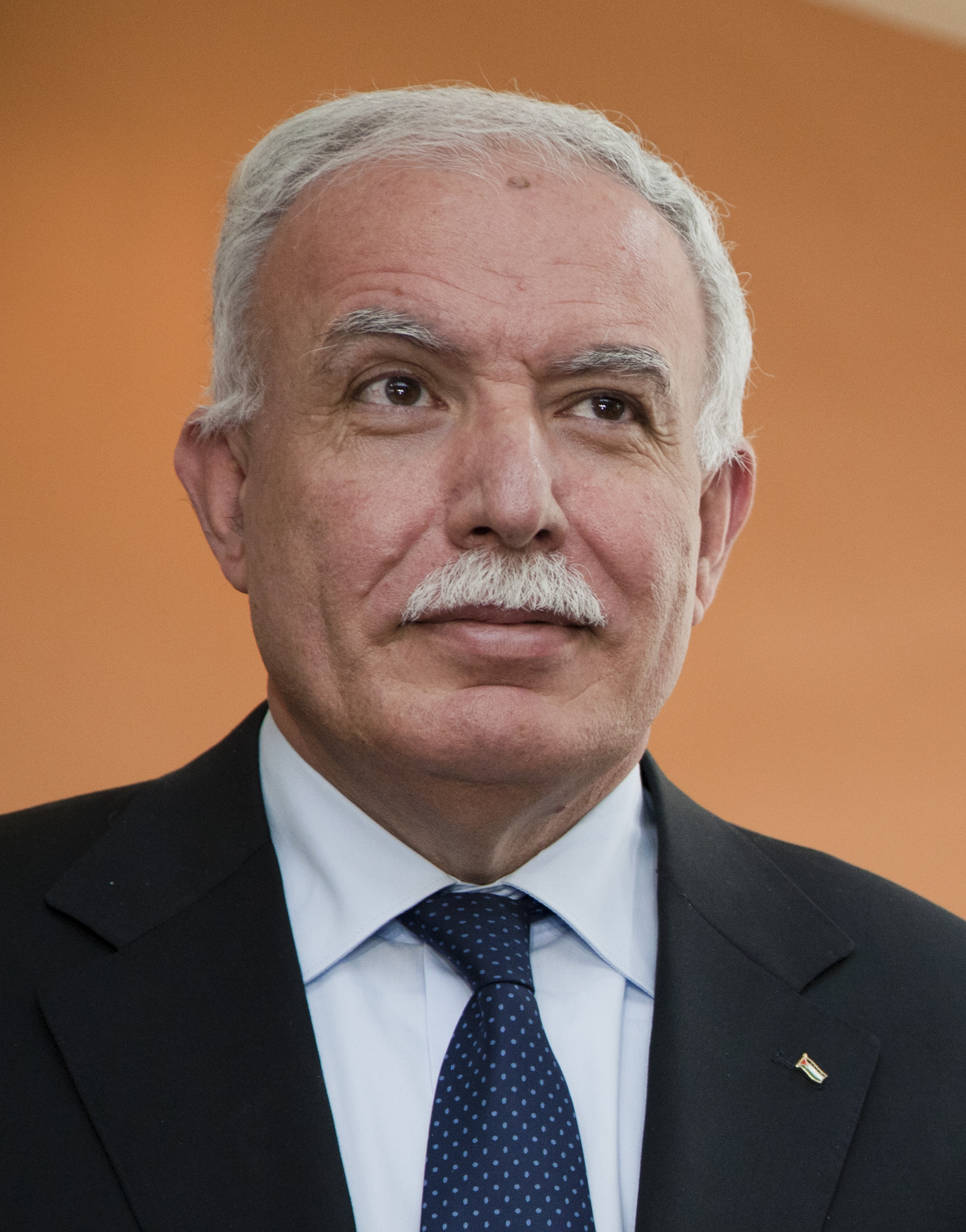
Palestine Riyad Al-Maliki, ministre des affaires étrangères
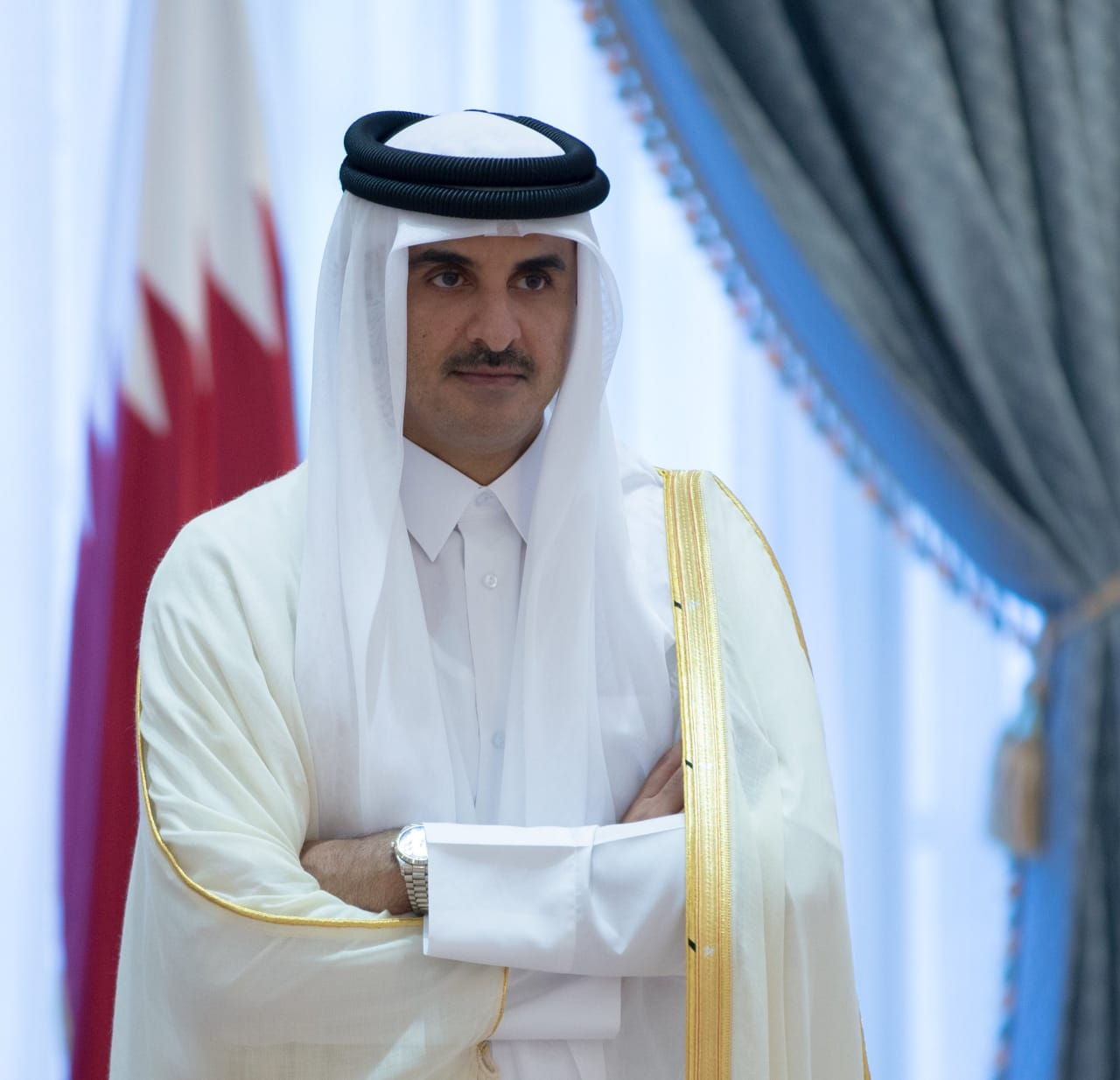
Qatar Tamim ben Hamad Al Thani, émir
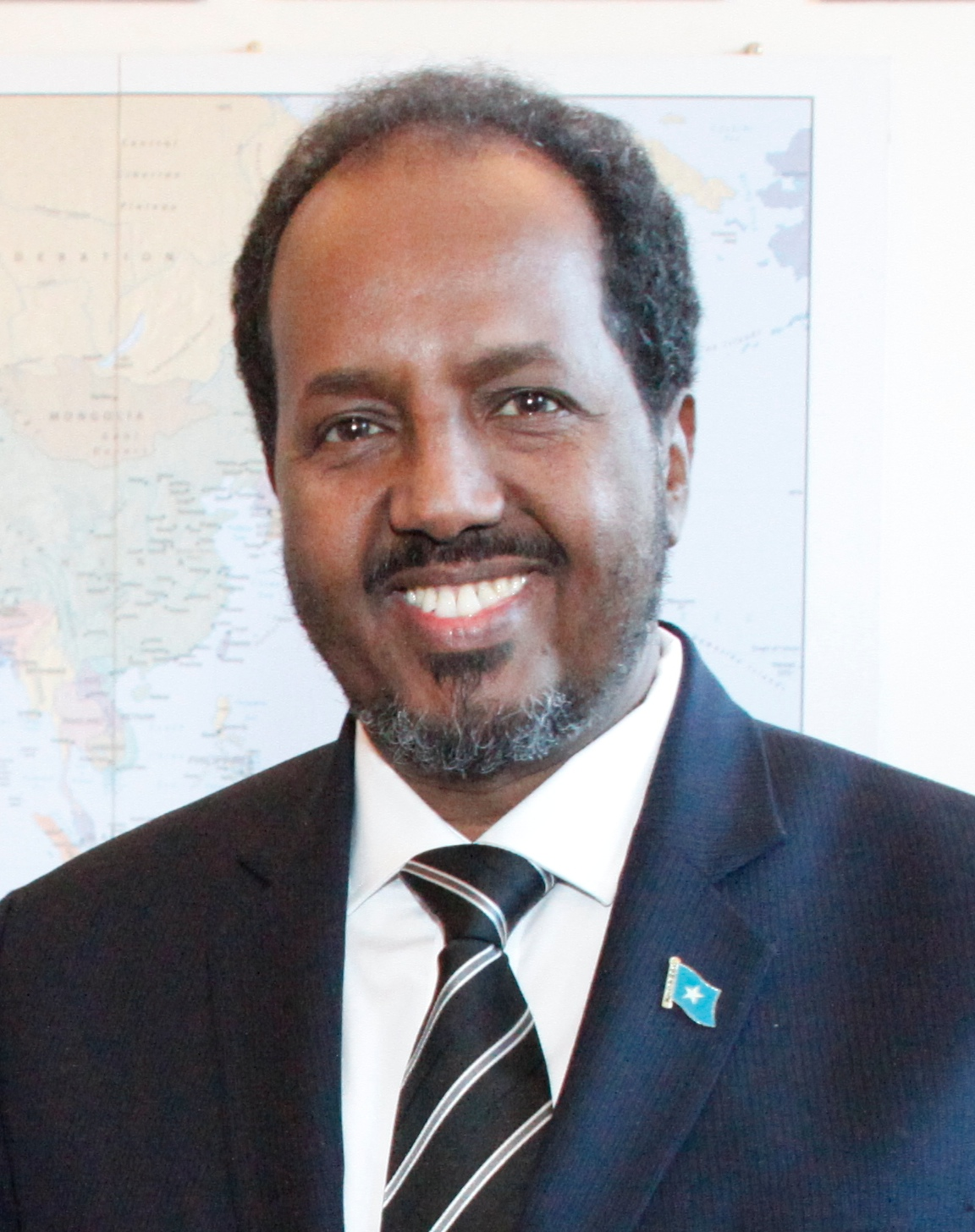
Somalie Hassan Sheikh Mohamoud, président
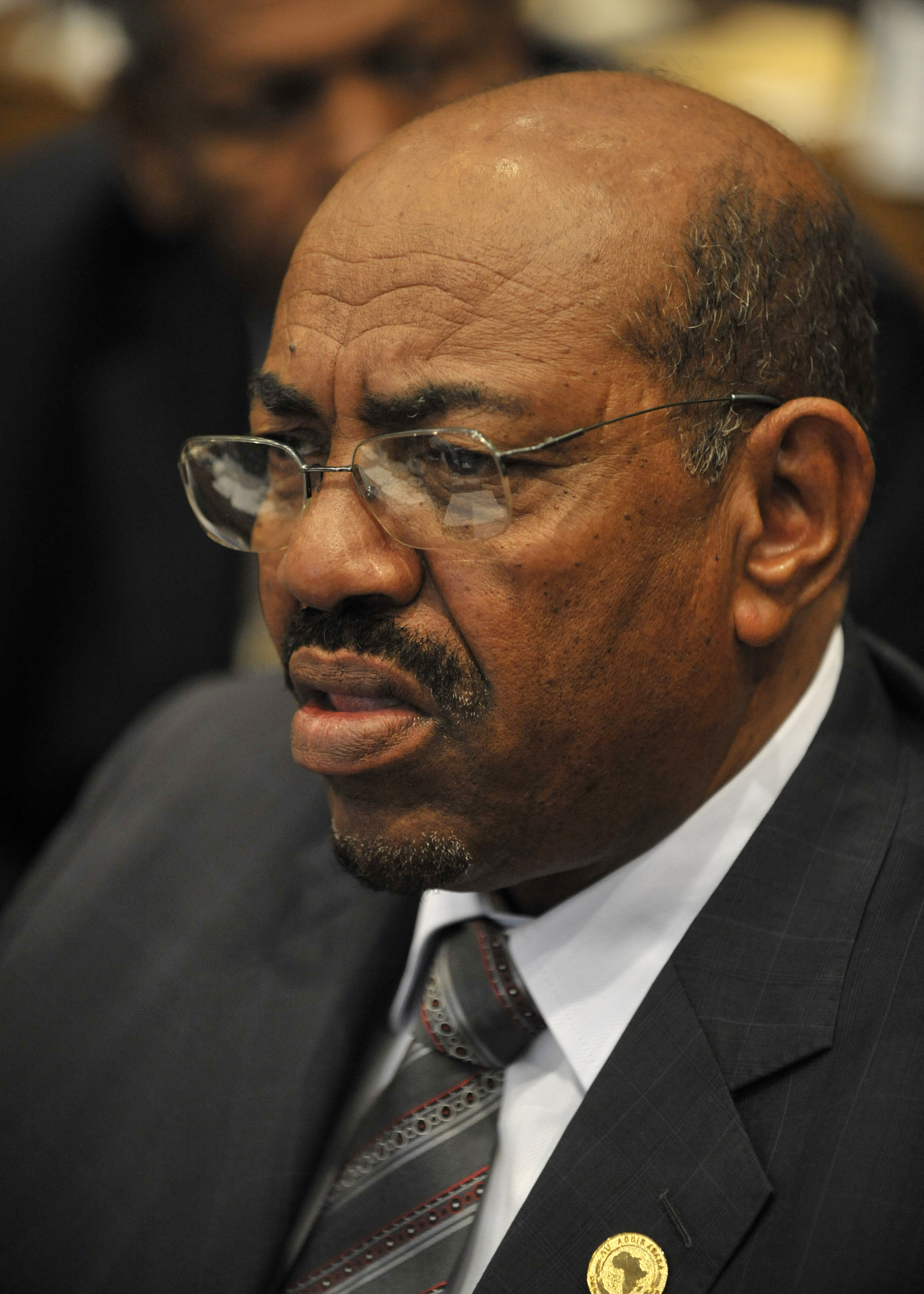
Soudan Omar el-Bechir, président
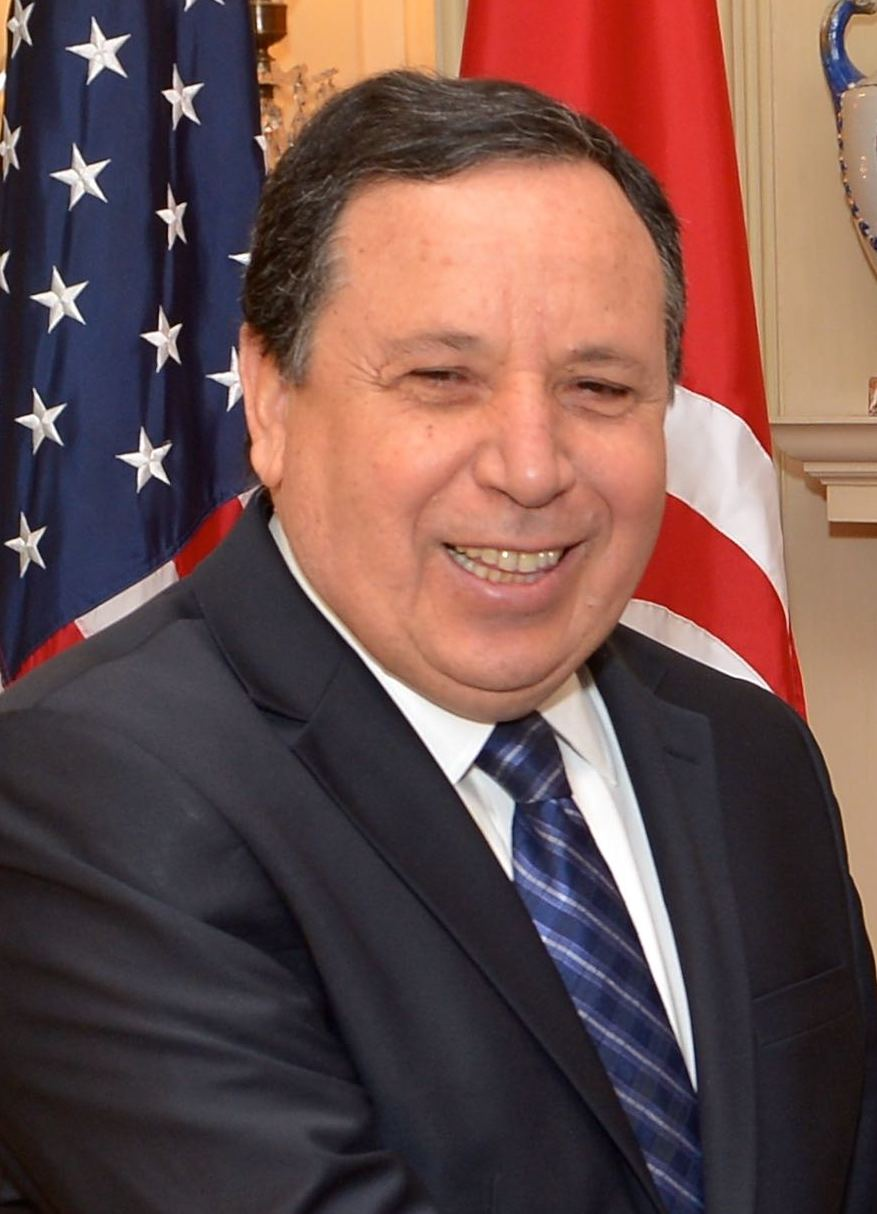
Tunisie Khemaies Jhinaoui, ministre des affaires étrangères
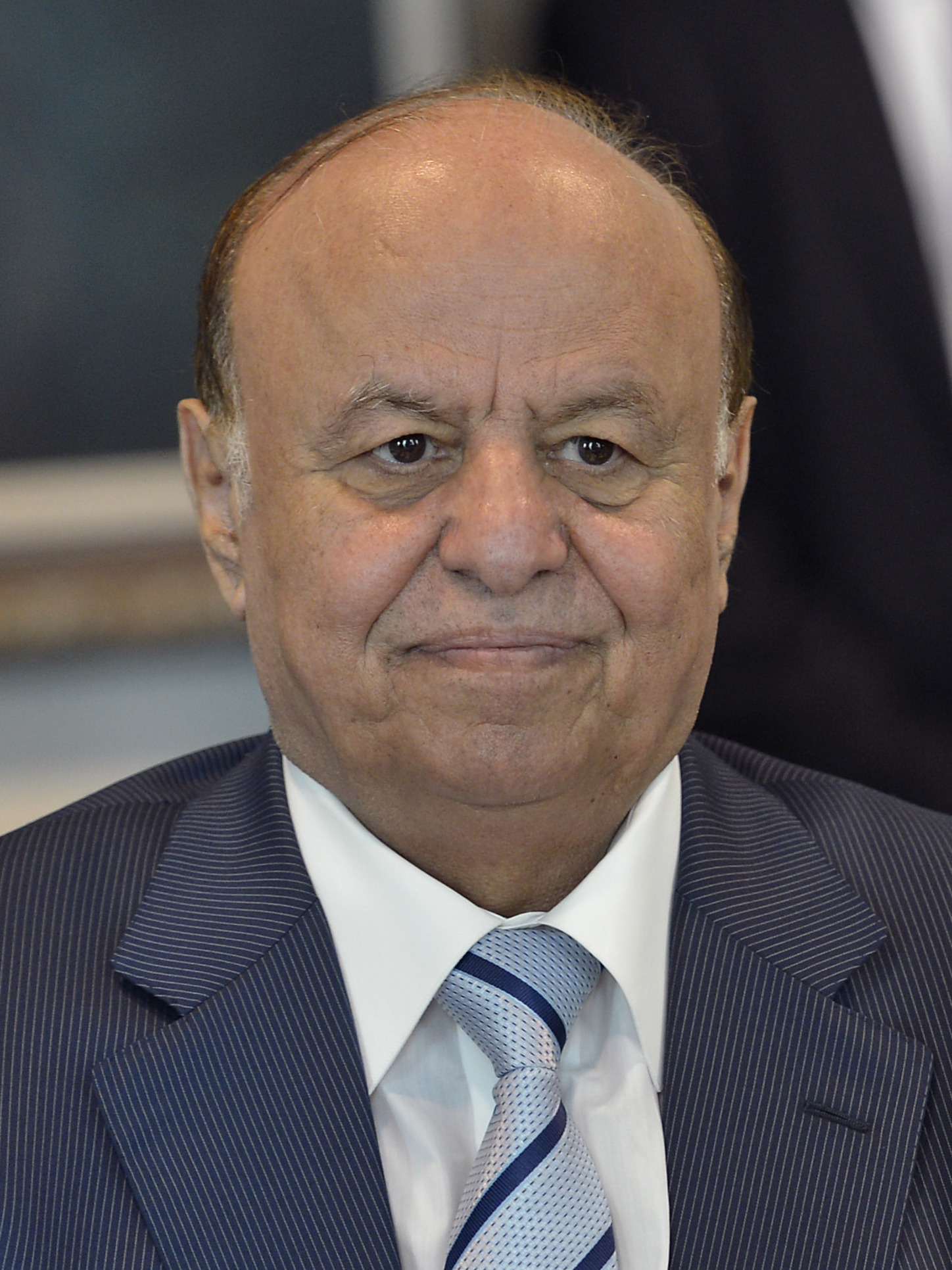
Yémen Abdrabbo Mansour Hadi, président

## Absences
- Le journal égyptien Youm7 a affirmé que le président Abdel Fattah al-Sissi ne s'est pas rendu au sommet à la suite des craintes des services de renseignement égyptien selon lesquels le président serait exposé à une tentative d'assassinat.
- Le président de l'Autorité palestinienne Mahmoud Abbas a été absent à la suite du décès de son frère au Qatar deux jours avant le sommet.
- Selon un communiqué officiel de la ligue, les chefs d’États algérien, omanais et émirati ont été absents pour des raisons médicales.